# クラブ・ティフアナ
クラブ・ティフアナ・ショロイッツクイントレス・デ・カリエンテ (スペイン語: Club Tijuana Xoloitzcuintles de Caliente) は、メキシコ・ティフアナに本拠地を置くサッカークラブである。プリメーラ・ディビシオン（リーガMX、1部）に所属している。ショロス・デ・ティフアナ (Xolos de Tijuana) やショロス (Xolos) と呼ばれることが多い。2007年1月に設立され、アペルトゥーラ2012でプリメーラ・ディビシオン初優勝を果たした。チームカラーは赤色と黒色である。

## 歴史

### クラブ創設とプリメーラ昇格 (2006-2011)
ドラドス・デ・シナロアがセグンダ・ディビシオン（3部）に降格してすぐ、2006年夏にガジョス・カリエンテ (Gallos Caliente) が設立され、やがてクラブ・ティフアナ・ショロイッツクイントレス・デ・カリエンテ (Club Tijuana Xoloitzcuintles De Caliente) に名称が変更された。所有者のホルヘ・ハンク・ロンは、スポーツ賭博会社のカリエンテの所有者であり、2004年から2007年までティフアナ市長を務めた。ロンはアグアカリエンテ競馬場の近くに33,333人収容のエスタディオ・カリエンテを建設することを発表した。ロンの息子のホルヘ・アルベルト・ハンクが20代の若さで会長となり、ハンク会長とゴグ・ムルギア・フェルナンデス副会長はメキシコのプロサッカー史上もっとも若い経営陣となった。
リーガ・デ・アセンソ（2部）のアペルトゥーラ2010ではレギュラーシーズンを1位で終え、リギージャには準決勝から出場。準決勝のアルビネグロス・オリサーバ戦は2試合ともスコアレスドローだったが、レギュラーシーズンの順位で上回ったショロスが決勝に駒を進めた。決勝ではティブロネス・ロホス・デ・ベラクルスと対戦し、ベラクルスのエスタディオ・ルイス・デ・ラ・フエンテで行なわれたファーストレグに2-0で勝利すると、ティフアナで行なわれたセカンドレグにも1-0で勝利し、プリメーラ・ディビシオン（1部）昇格切符の半分を手にした。
クラウスーラ2011のリギージャ決勝ではデポルティーボ・イラプアトと対戦し、ホームで行なわれたファーストレグには1-1で引き分けたが、アウェーのエスタディオ・セルヒオ・レオン・チャベスで行なわれたセカンドレグに0-1で敗れ、イラプアトがクラウスーラ2011の優勝クラブとなった。アペルトゥーラ2010優勝のショロスとクラウスーラ2011優勝のイラプアトは昇格クラブ決定戦で対戦し、イラプアトでのファーストレグはスコアレスドローだったが、ティフアナでのセカンドレグに2-1で勝利してプリメーラ・ディビシオン昇格を決めた。ショロスの代わりにクルブ・ネカクサがリーガ・デ・アセンソに降格し、ショロスはプリメーラ・ディビシオンでもっとも新しいクラブとなった。2011年6月には所有者のハンク・ロンが逮捕された。

### プリメーラデビューと初優勝 (2011-)

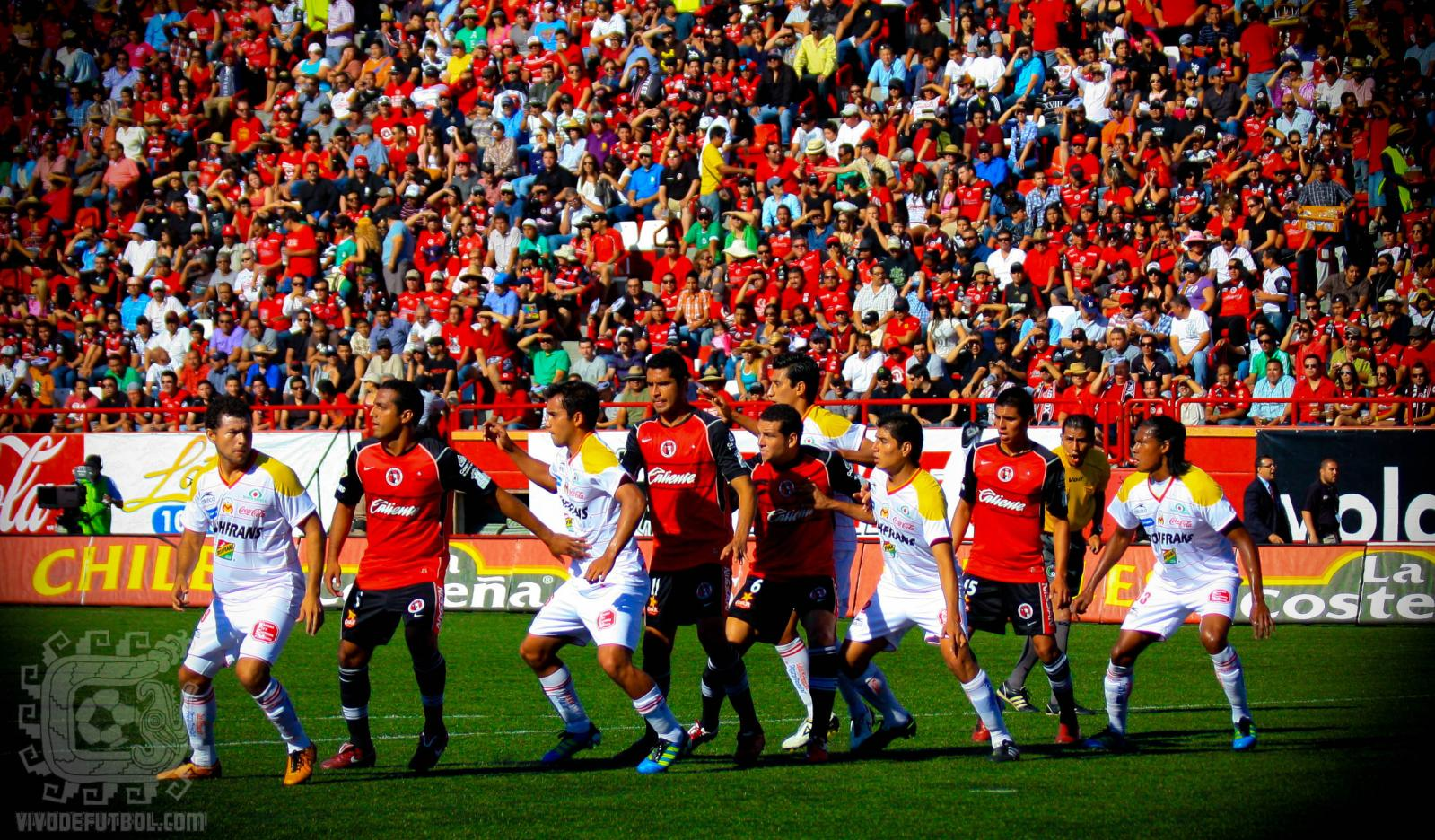
プリメーラでの初試合

2011-12シーズン開幕前にはホセ・サンド、レアンドロ・アウグスト、フェルナンド・アルセ、エヒディオ・アレバロ・リオス、ダイロ・モレーノを移籍金合計350万ドルで獲得した。 プリメーラ・ディビシオンでの初試合はモナルカス・モレリア戦となり、ホームでの試合に1-2で敗れたが、アメリカ人のジョー・コロナがプリメーラ・ディビシオンでのクラブ初得点を挙げた。ホームゲームでは5試合連続で勝ち星がなく、ホアキン・デル・オルモ監督が解任されてアントニオ・モハメド監督が就任したが、8月6日のサントス・ラグーナ戦 (3-1) でプリメーラ・ディビシオン初勝利を挙げた。アペルトゥーラ2011は3勝9分5敗の15位でシーズンを終えた。クラウスーラ2012では17試合で11失点（リーグ最少）しか許さず、7勝7分3敗の7位で初めてリギージャに出場したが、初戦の準々決勝でCFモンテレイに2試合合計3-4で敗れた。
2012-13シーズンも堅い守備を見せ、アペルトゥーラ2012では15失点（リーグ最少タイ）しか許さず、デポルティーボ・トルーカとともに1位タイでシーズンを終えた。リギージャでは2番目にシードされ、準々決勝ではモンテレイに雪辱を遂げ、準決勝のクラブ・レオン戦ではファーストレグ終了時の0-2をセカンドレグで挽回して2試合合計3-2と大逆転勝利を収めた。決勝ではレギュラーシーズン1位のトルーカと対戦し、2試合合計4-1で勝利してプリメーラ・ディビシオン初優勝を飾った。初昇格からの期間は過去の優勝クラブの中で最短だった。
クラウスーラ2013は6勝3分8敗の10位に終わり、リギージャ出場権に勝ち点2届かなかった。2013年にはコパ・リベルタドーレスに招待され、SCコリンチャンス・パウリスタ（ブラジル）、CDサン・ホセ（ボリビア）、ミジョナリオスFC（コロンビア）と同組となったグループリーグでは、4勝1分1敗の勝ち点13でコリンチャンスに次ぐ2位となった。グループ2位クラブ中で最高の勝ち点を獲得したため、決勝トーナメントでは9番目にシードされ、決勝トーナメント1回戦ではSEパルメイラス（ブラジル）に勝利したが、準々決勝ではシード順1番目のアトレチコ・ミネイロ（ブラジル）に2試合合計2-4で敗れた。

## スタジアム

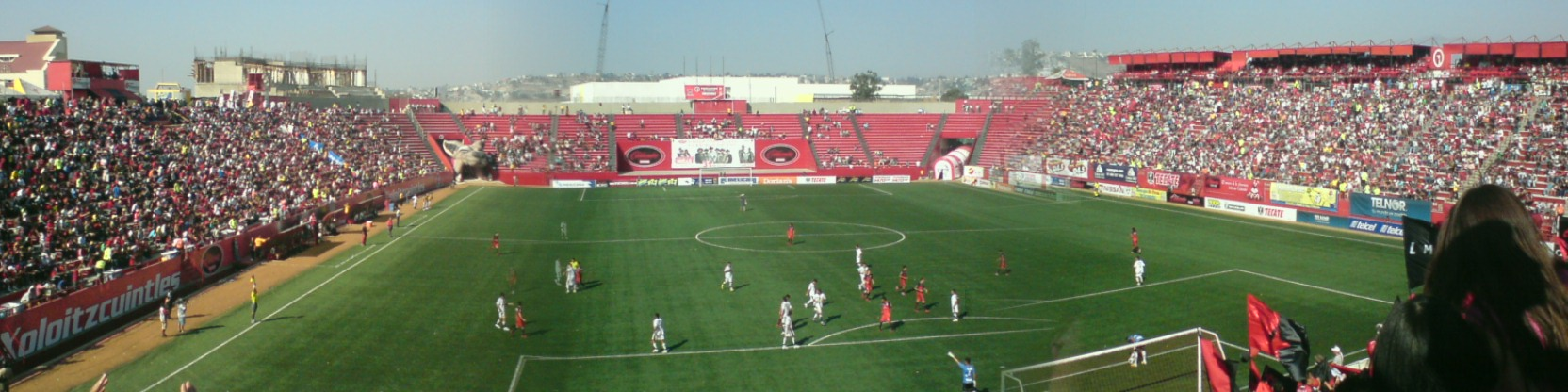
エスタディオ・カリエンテの内部

ホームスタジアムのエスタディオ・カリエンテはバハ・カリフォルニア州、ティフアナにある多目的スタジアムであり、2007年11月11日のティフアナ対プーマス・モレーロス戦で公式にオープンした。竣工時の収容人数は13,333人だったが、2009年7月には16,000人まで増やされた。所有者であるホルヘ・ハンク・ロンがスタジアムを建設した最大の目的は、ティフアナにプロサッカークラブを持つという野望である。メキシコサッカー連盟はプリメーラ・ディビシオンのクラブに15,000人以上収容のスタジアムを義務付けているため、2009年に収容人数が増えたことで昇格する資格を公式に得た。スタジアムの建設は2つの段階に分けて計画された。第1段階はピッチとスタンド下層の建設であり、第2団体は収容人数の増加である。経営陣によると、2009年以後にさらに4,000席を追加して20,000人収容となった。選手控室を改修し、汚れていた石材舗装の駐車場を舗装し直した。建設計画の中には照明の設置があり、これは問題にはならない。

## 組織
所有者のホルヘ・ハンク・ロンは、メキシコ最大のスポーツ賭博会社であるカリエンテの所有者であり、カリエンテはサッカーも含めたスポーツ賭博ビジネスで成功した会社のため、ショロスのリーグ参戦は論争を呼んだが、メキシコサッカー連盟の幹部はクラブや親会社に対して何の行動も起こさないという判断を下した。

## タイトル

### 公式大会
- プリメーラ・ディビシオン (1部) : 1回
  - アペルトゥーラ2012

- リーガ・デ・アセンソ (2部) : 1回
  - アペルトゥーラ2010

- リーガ・デ・アセンソ プロモシオナル・フィナール : 1回
  - 2010-11

### 親善大会
- サン・ディエゴ・クラシコ : 2回
  - 2011, 2012

## スポンサーとサプライヤー
| 期間      | ユニフォームサプライヤー | シャツスポンサー |
| --------- | ------------------------ | ---------------- |
| 2007      | アルデックス             | カリエンテ       |
| 2007-2008 | アスレティカ             | カリエンテ       |
| 2008      | ボイト                   | カリエンテ       |
| 2009-2010 | アスレティカ             | カリエンテ       |
| 2011      | Kappa                    | カリエンテ       |
| 2011-2013 | ナイキ                   | カリエンテ       |
| 2013-     | アディダス               | カリエンテ       |

## 現所属メンバー
2022年7月11日現在
注：選手の国籍表記はFIFAの定めた代表資格ルールに基づく。
| No. | Pos. |              | 選手名                       |
| --- | ---- | ------------ | ---------------------------- |
| 1   | GK   | メキシコ     | ジョナタン・オロスコ (主将)  |
| 2   | GK   | メキシコ     | ホセ・アントニオ・ロドリゲス |
| 3   | DF   | メキシコ     | イスマエル・ゴベア           |
| 4   | DF   | アルゼンチン | リサンドロ・ロペス           |
| 5   | MF   | アルゼンチン | フェデリコ・レルトラ         |
| 6   | DF   | チリ         | ニコラス・ディアス           |
| 8   | MF   | メキシコ     | ケビン・カスタニェダ         |
| 9   | FW   | カナダ       | ルーカス・カヴァリーニ       |
| 10  | MF   | チリ         | ホアキン・モンテシノス       |
| 11  | MF   | アルゼンチン | ルーカス・ロドリゲス         |
| 12  | GK   | メキシコ     | リカルド・ディアス           |
| 13  | DF   | メキシコ     | ルイス・フェリックス         |

| No. | Pos. |              | 選手名                     |
| --- | ---- | ------------ | -------------------------- |
| 16  | MF   | アルゼンチン | アレハンドロ・マルティネス |
| 17  | MF   | メキシコ     | レオネル・ロペス           |
| 19  | MF   | メキシコ     | エドゥアルド・アルメンタ   |
| 20  | MF   | メキシコ     | ミサエル・ドミンゲス       |
| 21  | MF   | メキシコ     | フランシスコ・コントレラス |
| 22  | MF   | アルゼンチン | カルロス・バレンスエラ     |
| 23  | MF   | メキシコ     | ホセ・フアン・バスケス     |
| 25  | MF   | アルゼンチン | アレクシス・カネロ         |
| 27  | DF   | メキシコ     | ハイル・ディアス           |
| 31  | FW   | アルゼンチン | ブライアン・ロメロ         |
| 33  | DF   | メキシコ     | ロドリゴ・ゴディネス       |
| 35  | DF   | メキシコ     | エベラルド・ルビオ         |

## 歴代監督
- ビクトル・ランヘル 2007
- ウィルソン・グラニオラッティ 2008-2009
- フアン・アントニオ・ルーナ 2009-2010
- ホアキン・デル・オルモ 2010-2011
- アントニオ・モハメド 2011-2013
- ホルヘ・アルミロン 2013
- セサル・ファリアス 2013-2014
- ダニエル・グスマン 2014-2015
- ルベン・オマール・ロマノ 2015
- ラウル・チャブラン 2015
- ミゲル・エレーラ 2015-2017
- エドゥアルド・コウデ 2017
- ディエゴ・コッカ (2017-2018)
- オスカル・パレハ (2018-2019)
- グスタボ・キンテロス (2020)
- パブロ・ゲーデ (2020-2021)
- ロベルト・シボルディ (2021)
- セバスティアン・メンデス (2021-2022)
- リカルド・バリーニョ (2022-)

## 歴代所属選手

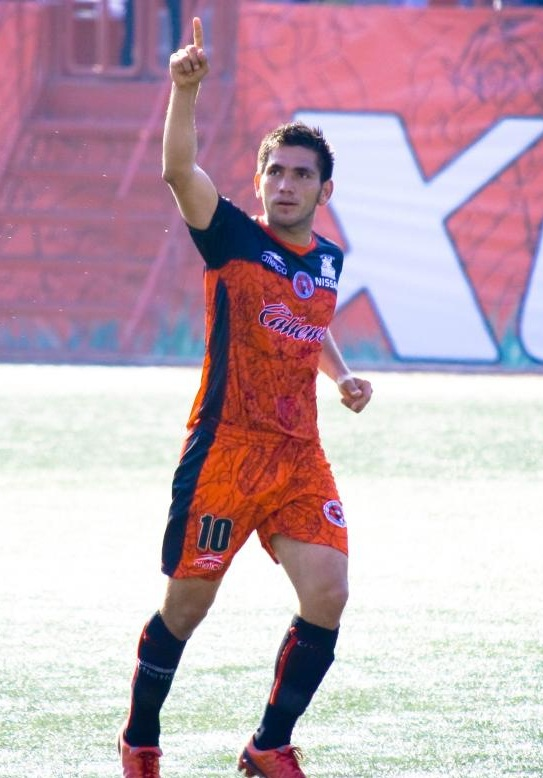
歴代最多得点者のラウル・エンリケス

| 順位 | 得点数 | 得点数                 |
| ---- | ------ | ---------------------- |
| 1    | 81     | ラウル・エンリケス     |
| 2    | 47     | ダイロ・モレノ         |
| 3    | 23     | ドゥビエル・リアスコス |
| 4    | 21     | ダリオ・ベネデット     |
| 5    | 21     | フィデル・マルティネス |